# Họ Chim sâu
Họ Chim sâu (danh pháp khoa học: Dicaeidae) là một họ trong bộ Sẻ (Passeriformes). Họ này bao gồm 2 chi là Prionochilus và Dicaeum, với tổng cộng 44-48 loài. Họ này đôi khi cũng được gộp vào trong họ mở rộng là họ Hút mật (Nectariniidae). Các loài chim của họ Melanocharitidae và họ Paramythiidae, từng có thời được gộp trong họ này. Các loài chim trong họ được tìm thấy ở vùng nhiệt đới miền nam châu Á và Australasia, từ Ấn Độ kéo dài về phía đông tới Philippines và phía nam tới Australia. Họ này là phổ biến trong các môi trường sống ưa thích của chúng, chiếm một khoảng rộng môi trường, từ các môi trường ở sát mực nước biển tới các khu vực miền núi. Một vài loài, như chim tầm gửi của Australia, được ghi nhận như là loài chim sống du cư trên các khu vực thuộc khoảng phân bố của chúng.

## Đặc điểm

Đầu lưỡi có dạng lông chim ở nhiều loài, như ở Dicaeum nigrilore

Có ít sự biến đổi giữa các loài trong họ. Chim sâu là các loài chim mập mạp, với cổ và chân ngắn. Các loài chim nhỏ này có kích thước từ 10–18 cm, 5,7- 12 gam (từ nhỏ như ở chim sâu lùn tới lớn như ở chim sâu đốm). Các loài chim sâu có đuôi ngắn, mỏ ngắn, cong và dày cùng chiếc lưỡi hình ống. Đặc trưng cuối cùng phản ánh tầm quan trọng của mật hoa trong khẩu phần ăn của nhiều loài. Chúng cũng có hệ tiêu hóa đã tiến hóa để thích nghi với việc tiêu hóa có hiệu quả các loại quả mọng của tầm gửi. Chúng thường có màu lông xỉn màu, mặc dù ở một vài loài thì chim trống có bộ lông màu đỏ tươi hay đen bóng.
Mật hoa tạo thành một phần của khẩu phần ăn, mặc dù chúng cũng ăn quả mọng, nhện và sâu bọ. Quả của 21 loài tầm gửi trong 12 chi cũng được tìm thấy như là một phần thức ăn của chim sâu, và người ta cho rằng tất cả các loài chim sâu có sự thích nghi trong việc ăn các loại quả mọng này và thải hạt của chúng rất nhanh. Chim sâu có thể xuất hiện trong các bầy kiếm ăn hỗn hợp loài với chim hút mật và vành khuyên, cũng như với các loài chim sâu khác.
Người ta còn biết rất ít về cơ sở sinh học trong sinh sản của chim sâu. Ở các loài có sự thu thập dữ liệu thì chúng dường như tạo thành các cặp một vợ một chồng để sinh sản, nhưng sự phân chia lao động thì có thay đổi; ở chim sâu ngực đỏ cả hai bố mẹ đều tham gia vào việc xây tổ, ấp trứng và chăm sóc nuôi dưỡng chim con, nhưng ở Mistletoebird thì chỉ một mình chim mái đảm nhận hai công việc đầu tiên. Chim sâu đẻ 1-4 trứng, thường trong tổ hình bọng làm từ các loại sợi thực vật, treo lơ lửng trên các cây nhỏ hay cây bụi. Thời gian ấp trứng đã ghi nhận có rất ít, nhưng nằm trong khoảng 10-12 ngày, với chim con đủ lông đủ cánh sau 15 ngày.
Phần lớn các loài chim sâu là nhanh nhẹn trong môi trường sống của chúng và không bị đe dọa bởi các hoạt động của con người. Năm loài được IUCN coi là gần bị đe dọa, 2 loài được liệt kê là dễ thương tổn và một loài, chim sâu Cebu, được liệt kê là cực kỳ nguy cấp. Sự mất môi trường sống là nguyên nhân chính gây ra sự suy giảm của các loài này.

## Các chi và loài
Chi Dicaeum: 38-42 loài.
- Dicaeum aeneum: Chim sâu nhỏ
- Dicaeum aeruginosum: Chim sâu vằn
- Dicaeum agile: Chim sâu mỏ lớn hay chim sâu mỏ dày[4]
- Dicaeum annae: Chim sâu phao câu vàng kim
- Dicaeum anthonyi: Chim sâu mào lửa
- Dicaeum aureolimbatum: Chim sâu hông vàng
- Dicaeum australe: Chim sâu sọc đỏ
- Dicaeum bicolor: Chim sâu hai màu
- Dicaeum celebicum: Chim sâu hông xám
- Dicaeum chrysorrheum: Chim sâu bụng vạch hay chim sâu huyệt vàng[4]
- Dicaeum concolor: Chim sâu vàng lục[4]
- Dicaeum cruentatum: Chim sâu lưng đỏ hay chim sâu lưng đỏ tươi[4]
- Dicaeum erythrorhynchos: Chim sâu mỏ nhạt
- Dicaeum erythrothorax: Chim sâu ngực đỏ, chim sâu ngực lửa
- Dicaeum everetti: Chim sâu lưng nâu
- Dicaeum eximium: Chim sâu dải đỏ
- Dicaeum geelvinkianum: Chim sâu mũ đỏ
- Dicaeum haematostictum: Chim sâu Visayan
- Dicaeum hirundinaceum: Chim tầm gửi
- Dicaeum hypoleucum: Chim sâu bụng trắng
- Dicaeum igniferum: Chim sâu trán đen
- Dicaeum ignipectus: Chim sâu ngực đỏ, chim sâu ngực lửa
- Dicaeum maugei: Chim sâu ngực đỏ tươi
- Dicaeum melanoxanthum: Chim sâu bụng vàng[4]
- Dicaeum minullum: Chim sâu bình nguyên
- Dicaeum monticolum: Chim sâu hông đen
- Dicaeum nehrkorni: Chim sâu mào đỏ
- Dicaeum nigrilore: Chim sâu mũ ôliu
- Dicaeum nitidum: Chim sâu Louisiade
- Dicaeum pectorale: Chim sâu mào ôliu
- Dicaeum proprium: Chim sâu ria
- Dicaeum pygmaeum: Chim sâu lùn
- Dicaeum quadricolor: Chim sâu Cebu
- Dicaeum retrocinctum: Chim sâu khoang cổ đỏ
- Dicaeum sanguinolentum: Chim sâu ngực máu
- Dicaeum schistaceiceps: Chim sâu Halmahera
- Dicaeum trigonostigma: Chim sâu ngực xám hay chim sâu bụng cam[4]
- Dicaeum tristrami: Chim sâu đốm
- Dicaeum trochileum: Chim sâu đầu đỏ
- Dicaeum vincens: Chim sâu họng trắng
- Dicaeum virescens: Chim sâu Andaman
- Dicaeum vulneratum: Chim sâu tro

Chi Prionochilus: 6 loài
- Prionochilus maculatus: Chim sâu ngực vàng
- Prionochilus olivaceus: Chim sâu lưng ôliu
- Prionochilus percussus: Chim sâu ngực đỏ thắm
- Prionochilus plateni: Chim sâu Palawan
- Prionochilus thoracicus: Chim sâu đầu đen hay chim sâu ngực đỏ tươi[4]
- Prionochilus xanthopygius: Chim sâu phao câu vàng

## Phát sinh chủng loài
Phân tích của Nyári A. S. và ctv (2009) cho thấy 4 loài trong chi Dicaeum là D. chrysorrheum, D. melanoxanthum, D. agile và D. everetii có quan hệ gần gũi với Prionochilus hơn, mặc dù các thử nghiệm các cấu trúc liên kết khác không thể loại bỏ tính đơn ngành tương hỗ của hai chi này. Vì thế một số tác giả đề xuất tách 4 loài này và 4 loài có quan hệ họ hàng gần với chúng là D. vincens, D. annae, D. aeruginosum và D. proprium sang chi Pachyglossa (Blyth 1843), với loài điển hình sẽ là P. melanoxantha.